# Matthiola maderensis
Matthiola maderensis is een overblijvende plant uit de kruisbloemenfamilie (Brassicaceae), die endemisch is op het Portugese eiland Madeira.

## Naamgeving enetymologie
De botanische naam Matthiola is een eerbetoon aan Pietro Andrea Matthioli (1500-1577), een Italiaans kunstenaar en botanicus. De soortaanduiding maderensis slaat op de vindplaats Madeira.

## Kenmerken
M. maderensis is een twee- of meerjarige, kruidachtige plant met een vertakte, onderaan soms verhoutte stengel die tot 1 m hoog wordt. De plant draagt aan de voet een wortelrozet met grijsgroene, vlezige, spits lancetvormige bladeren met gave bladrand, tot 25 cm lang, en verspreid staande stengelbladeren.
De bloeiwijze is een kleine bloemtros met kelkvormige, viertallige bloemen, die sterk geuren. De kroonblaadjes zijn roze of paars gekleurd, zelden wit.
De vrucht is een tot 15 cm lange, cilindrische hauw.

## Habitaten verspreiding
M. maderensis is een zout- en warmteminnende soort die vooral voorkomt op kliffen langs de kustlijn, zelden hoger dan 100 m.
Het is een endemische soort op de Portugese eilanden Madeira, Porto Santo en Ilhas Desertas.
... · 
M. incana (Zomerviolier) · 
M. longipetala · 
M. maderensis · 
M. sinuata (Strandviolier) · 
...